# Юзефув (Островський повіт)
Юзефув (пол. Józefów) — село в Польщі, у гміні Рашкув Островського повіту Великопольського воєводства.
Населення — 79 осіб (2011).

## Демографія
Демографічна структура станом на 31 березня 2011 року:
|          | Загалом | Допрацездатний вік | Працездатний вік | Постпрацездатний вік |
| -------- | ------- | ------------------ | ---------------- | -------------------- |
| Чоловіки | 44      | 9                  | 31               | 4                    |
| Жінки    | 35      | 5                  | 23               | 7                    |
| Разом    | 79      | 14                 | 54               | 11                   |